# 中陆太攀蛇
中陸太攀蛇（學名：Oxyuranus temporalis）是分佈於西澳大利亞的一種蛇。中陸太攀蛇有劇毒，如果其他動物被它咬傷，很有可能陷入危險。